# أرشيبالد دين
أرشيبالد دين (بالإنجليزية: Archibald Dean)‏ (3 أكتوبر 1886 بملبورن في أستراليا - 3 سبتمبر 1939 في أستراليا) هو لاعب كريكت أسترالي. لعب مع فريق فكتوريا للكريكت.

## وصلات خارجية
- أرشيبالد دين على موقع إي آس بي آن كريك إنفو (الإنجليزية)